# La Champenoise
La Champenoise ist eine französische Gemeinde mit 263 Einwohnern (Stand: 1. Januar 2022) im Département Indre in der Region Centre-Val de Loire; sie gehört zum Arrondissement Issoudun und zum Kanton Levroux. Die Einwohner werden Champenois genannt.

## Geographie
Die Gemeinde La Champenoise lieg etwa 15 Kilometer nordnordöstlich von Châteauroux. Umgeben ist La Champenoise von den Nachbargemeinden Ménétréols-sous-Vatan im Nordwesten und Norden, Saint-Valentin im Norden und Nordosten, Neuvy-Pailloux im Osten und Südosten, Montierchaume im Süden, Coings im Südwesten, Brion im Westen sowie Liniez im Nordwesten. Durch den Nordwesten der Gemeinde führt die Autoroute A20.

## Bevölkerungsentwicklung
| Jahr                       | 1962 | 1968 | 1975 | 1982 | 1990 | 1999 | 2006 | 2013 | 2020 |
| Einwohner                  | 571  | 489  | 392  | 335  | 261  | 250  | 296  | 307  | 291  |
| Quellen: Cassini und INSEE |      |      |      |      |      |      |      |      |      |

## Sehenswürdigkeiten

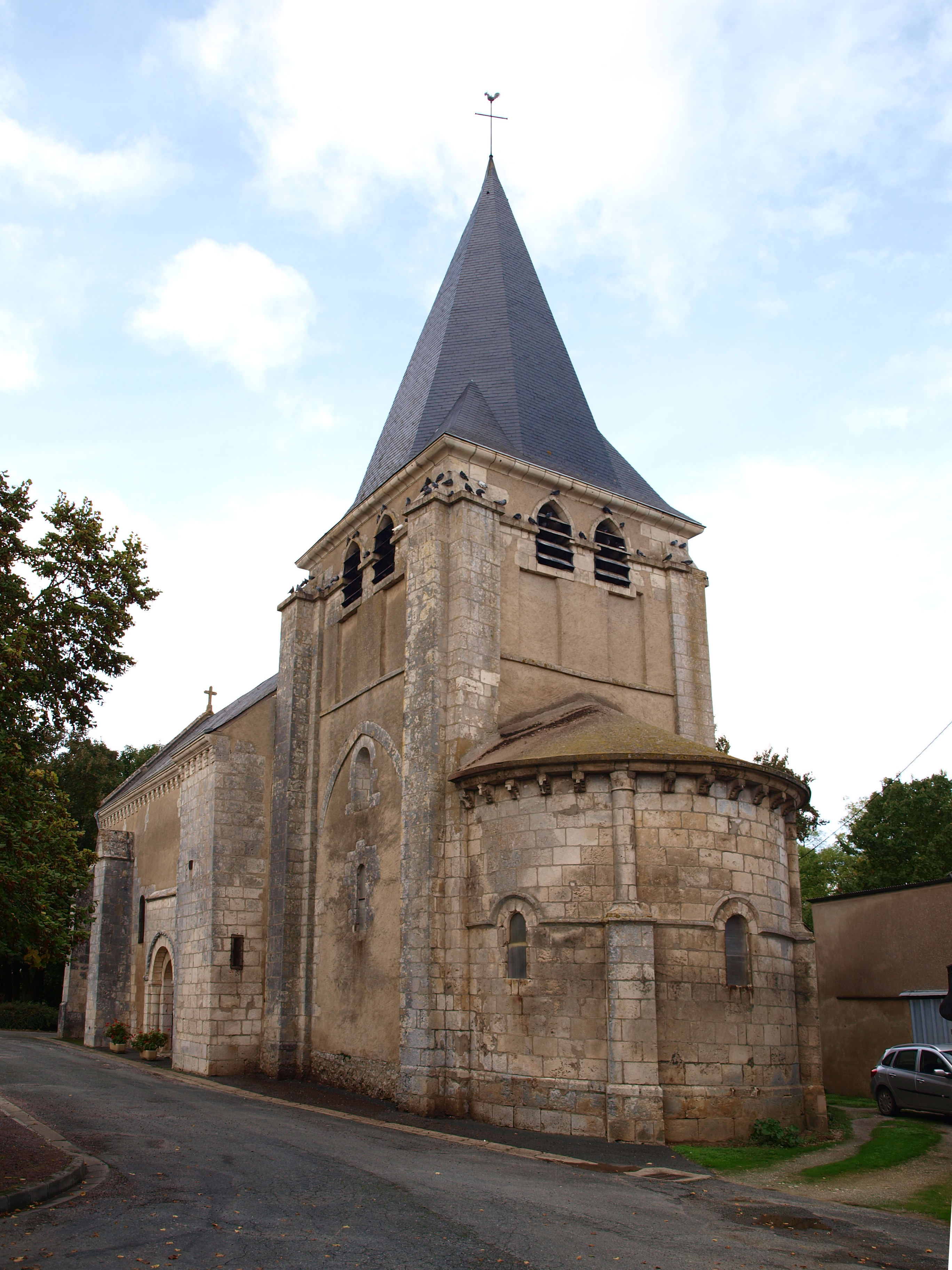
Kirche Notre-Dame
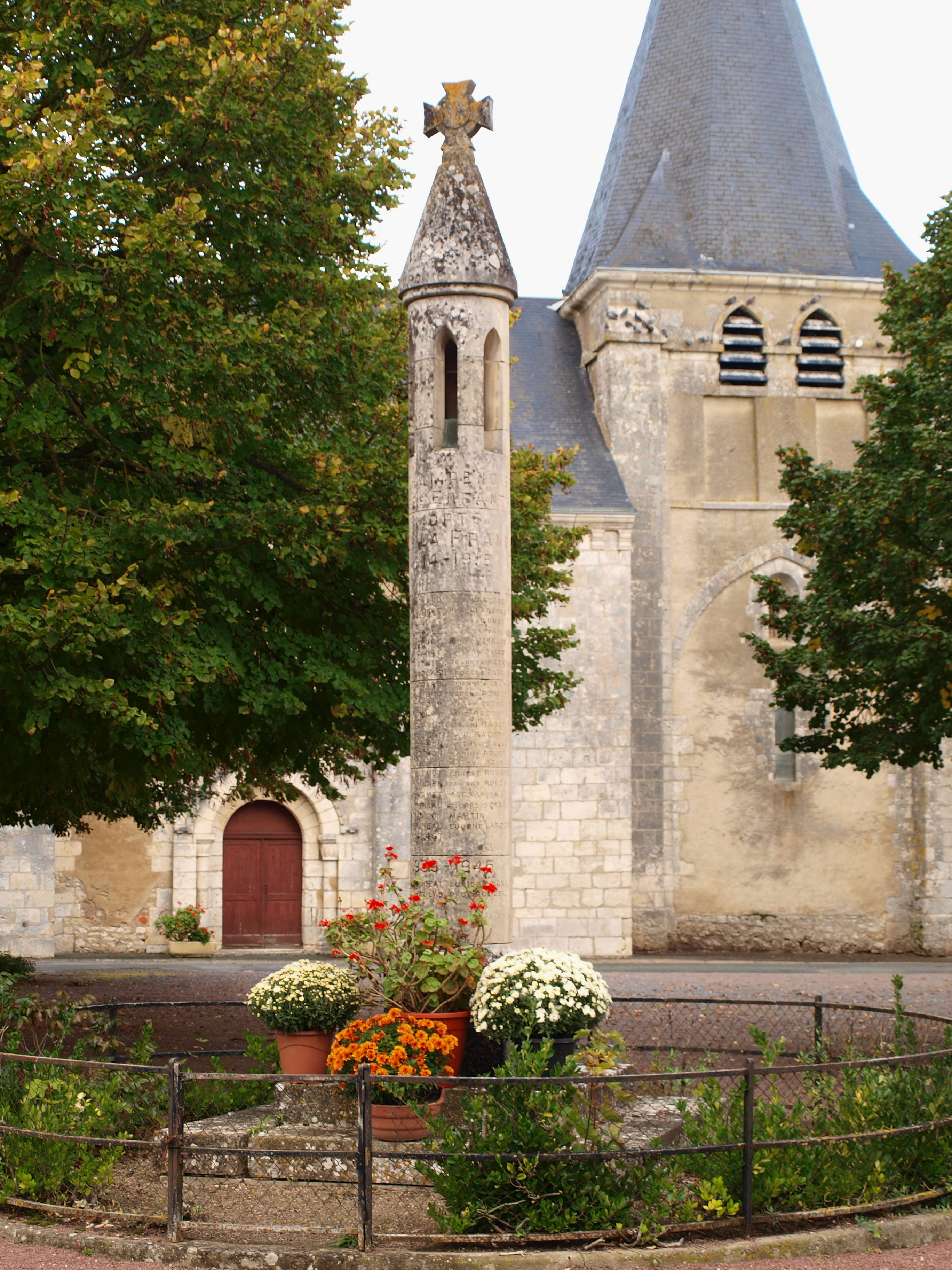
Schloss Richetin

- Kirche Notre-Dame
- Gefallenendenkmal